# Signalement des actes de maltraitance sur les personnes handicapées en France
 (octobre 2018).
Si vous disposez d'ouvrages ou d'articles de référence ou si vous connaissez des sites web de qualité traitant du thème abordé ici, merci de compléter l'article en donnant les références utiles à sa vérifiabilité et en les liant à la section « Notes et références ».
Le signalement des actes de maltraitance sur les personnes handicapées en France est une obligation juridique sous certaines conditions. Lorsque ces conditions sont remplies, l’absence ou le retard de signalement constitue un délit pénal.

## Conditions de l'obligation de signaler

### Fondements juridiques
L’obligation de signaler les actes de maltraitance sur des personnes handicapées résulte des articles 434-1 (non dénonciation de crime), 434-3 (obligation de signaler les faits portant atteinte à l’intégrité des personnes) et 226-3 (non-assistance à personne en danger) du Code pénal. A cette obligation générale s’ajoute un devoir spécifique qui ne concerne que les agents publics au sens de l’article 40 du Code de procédure pénale. 

#### Non dénonciation de crime
Selon l’article 434–1 du Code pénal, toute personne ayant connaissance d'un crime :
- dont il est encore possible de prévenir ou de limiter les effets ;
- ou dont l’auteur est susceptible de commettre de nouveaux crimes qui pourraient être empêchés ;

a l’obligation de faire un signalement à l’autorité judiciaire ou administrative.

#### obligation de signaler les actes portant atteinte à l’intégrité
Selon l’article 434-3 du Code pénal, toute personne ayant connaissance de privations, de mauvais traitements ou d'agressions ou atteintes sexuelles infligés à un mineur ou à une personne qui n'est pas en mesure de se protéger en raison de son âge, d'une maladie, d'une infirmité, d'une déficience physique ou psychique ou d'un état de grossesse, a l’obligation de réaliser un signalement à l’autorité judiciaire ou administrative.
Ce texte impose donc l’obligation de signaler toute atteinte à l’intégrité d’une personne handicapée.
La notion d’atteinte à l’intégrité s’entend d’une manière large, c’est-à-dire qu’elle englobe les atteintes physiques comme les atteintes psychologiques, ainsi que le prévoit l’article 222-14-3 du Code pénal.

#### Non-assistance à personne en danger
Selon l’article 223-6 du Code pénal, toute personne pouvant empêcher par son action immédiate, sans risque pour lui ou pour les tiers, soit un crime, soit un délit contre l'intégrité corporelle de la personne, a l’obligation de porter secours à la victime, y compris en déclenchant les secours.

#### Devoir de signalement propre aux agents publics
Selon l’article 40 du Code de procédure pénale, toute autorité constituée, tout officier public ou fonctionnaire qui, dans l'exercice de ses fonctions, acquiert la connaissance d'un crime ou d'un délit est tenu d'en donner avis sans délai au procureur de la République et de transmettre à ce magistrat tous les renseignements, procès-verbaux et actes qui y sont relatifs.

### Traduction pratique  de l’obligation
La définition concrète des conditions de l’obligation de signaler est détaillée par la jurisprudence du juge pénal.
Ainsi l’obligation pénale de signaler un acte de maltraitance sur une personne handicapée s’impose-t-elle :
- lorsque la personne a été témoin direct de l’acte ;
- ou lorsque la personne a été informée, y compris par un témoin indirect ;
- ou lorsque la situation a conduit la personne à n’avoir qu’un simple soupçon ;
- ou lorsque la personne a eu connaissance d’une simple rumeur ou d’une réputation.

Dès lors, l’obligation de signaler s’impose :
- à toute personne certaine de la commission d’un acte de maltraitance ;
- mais également à celle qui n’est que consciente d’une simple possibilité que cet acte ait été commis. Le fait de s’abstenir de signaler en l’absence de preuve du caractère avéré de l'acte, ou de différer le signalement le temps de réaliser une enquête, caractérise la commission du délit de défaut de signalement.

## Répression pénale

### Sanctions pénales

#### Non dénonciation de crime
La non dénonciation d’un crime est punie de trois ans d'emprisonnement et de 45 000 euros d'amende.

#### Absence de signalement ou  signalement tardif
L’absence de signalement ou le signalement tardif est puni :
- dans le cas général, de trois ans d'emprisonnement et de 45 000 euros d'amende ;
- lorsque l’atteinte a été commise sur un mineur de quinze ans, de cinq ans d'emprisonnement et 75 000 euros d'amende.

#### Non-assistance à personne en danger
Les peines encourues en cas de non-assistance à personne en danger sont :
- dans le cas général, de cinq ans d'emprisonnement et de 75 000 euros d'amende ;
- dans le cas particulier où l’acte de maltraitance a été commis contre un mineur de quinze ans, de sept ans d'emprisonnement et 100 000 euros d'amende.

#### Absence ou retard de saisine du procureur de la République par un agent public
L’agent public qui a omis de signaler au procureur de la République, ou qui a tardé à signaler, est exposé aux peines de droit commun indiquées ci-dessus.

### Exemples de situations ayant donné lieu à une condamnation pénale
La jurisprudence fournit de multiples exemples des situations concrètes dans lesquelles un défaut du signalement ou un signalement tardif sont caractérisés :
- défaut de signalement par le directeur de l’établissement, alors qu’il avait été informé par un salarié du témoignage d’une mineure hébergée concernant des caresses sur la joue et des baisers sur la bouche imputables à un veilleur de nuit ;
- absence de signalement par le directeur de l’établissement, qui avait eu des soupçons d’atteinte sexuelle sur des enfants, avait interrogé le professionnel soupçonné d’être l’auteur et s’était contenté de ses dénégations ;
- absence de signalement par le directeur et un enseignant de l’établissement, qui avaient eu connaissance d’une fellation imposée à une jeune fille, parce que les faits leur paraissaient incohérents et que l’intéressée avait la réputation d’offrir habituellement ce genre de faveur sexuelle à d’autres usagers ;
- absence de signalement par le maire, en l’absence de preuve, d’actes de violence commis dans un établissement communal par un professionnel ;
- absence de signalement par  le directeur de l’établissement, celui-ci ayant estimé que les faits n’étaient pas suffisamment graves ;
- signalement tardif par le directeur de l’établissement qui, informé de la possibilité d’une atteinte sexuelle sur un usager, avait décidé de réaliser une enquête interne en vue de se déterminer sur la nécessité de signaler ;
- absence de signalement par un professionnel de l’établissement qui n’avait donné aucune suite au compte rendu d’un stagiaire qui faisait état d’actes de maltraitance.